# 0832
0832 è il prefisso telefonico del distretto di Lecce, appartenente al compartimento di Bari.
Il distretto comprende la parte settentrionale della provincia di Lecce. Confina con i distretti di Maglie (0836) e di Gallipoli (0833) a sud, di Taranto (099) a ovest e di Brindisi (0831) a nord.

## Aree locali
Il distretto di Lecce comprende 26 comuni compresi nelle 3 aree locali di Campi Salentina (ex settori di Campi Salentina e Leverano), Lecce e Vernole.

## Comuni
I comuni compresi nel distretto sono: Arnesano, Calimera, Campi Salentina, Caprarica di Lecce, Carmiano, Castri di Lecce, Cavallino, Copertino, Guagnano, Lecce, Lequile, Leverano, Lizzanello, Martignano, Melendugno, Monteroni di Lecce, Novoli, Salice Salentino, San Cesario di Lecce, San Donato di Lecce, San Pietro in Lama, Squinzano, Surbo, Trepuzzi, Veglie e Vernole.

## Curiosità
Dal 2007 0832 è anche il nome di un cityblog della città di Lecce.